# Guerras otomano-albanesas
Las guerras otomano-albanesas fueron una serie de conflictos con una duración de casi 47 años (1432-1479) dirigidas por el renegado sanjakbey otomano Skanderbeg y su padre Gjon Kastrioti en el territorio que pertenecía a los sanjacados otomanos de Albania, Dibra y Ohrid (modernos Albania, Macedonia) y también incluyeron el despotado de serbia (hoy en día Serbia) y el señorío de Zeta (hoy Montenegro).

## Historia

### Revuelta albanesa de 1432-1436
La revuelta albanesa de 1432–36 fue una importante rebelión en contra del Imperio Otomano durante el período temprano del dominio otomano en la región. Impulsados por el reemplazo de grandes partes de la nobleza local por terratenientes otomanos, la gobernanza centralizada y el sistema de impuestos otomanos, la población y los nobles, liderados principalmente por Gjergj Arianiti, se rebelaron contra los turcos.
Durante las primeras fases de la revuelta, muchos poseedores de tierras (timar) fueron asesinados o expulsados. A medida que se extendía, los nobles, cuyas posesiones habían sido anexadas por los otomanos, volvieron a unirse a la revuelta y se iniciaron intentos de formar alianzas con el Sacro Imperio Romano. Si bien los líderes de la revuelta lograron derrotar sucesivas ofensivas otomanas, no lograron capturar muchas ciudades importantes del sanjacado de Albania. Los asedios prolongados como el de Gjirokastër, capital del sanjacado, dieron tiempo al ejército otomano para reunir grandes fuerzas de otras partes del imperio y someter a la revuelta principal a fines de 1436. Las fuerzas otomanas llevaron a cabo una serie de masacres después de La revuelta.
Después de que la revuelta había sido reprimida en gran medida, a los que aceptaron la soberanía otomana se les permitió inicialmente conservar sus posesiones y su autonomía parcial. También se otorgaron muchos timars a los albaneses locales que ocupaban altos cargos en la administración, especialmente durante el gobierno de Yakup Bey Muzaka y Skanderbeg. A lo largo del proceso de pacificación, varias áreas principalmente rurales todavía se rebelaron y surgieron nuevas rebeliones, como la de Theodor Corona Musachi en 1437. A medida que el imperio extendía aún más su área de gobierno en los Balcanes, los intentos de centralización y el reemplazo de los poseedores locales de timar con terratenientes otomanos se reanudaron. Estas políticas conducirían en parte a la formación de la Liga de Lezhë bajo Skanderbeg en 1444, y a una nueva era en las guerras otomano-albanesas.

#### Antecedentes

El Sanjacado de Albania en 1431

Gradualmente, a fines del siglo XIV y principios del XV, el Imperio Otomano derrotó a los principados albaneses locales, formando el sanjacado de Albania como una división administrativa del imperio. Como parte del sistema Timar, los señores feudales locales fueron reemplazados en gran medida por otomanos de Anatolia. La encuesta catastral (defter) de 1431–1432 indica que alrededor del 75% al 80% de los timars se otorgaron a spahis musulmanes otomanos (caballería feudal), mientras que el resto y especialmente las áreas remotas, que no estaban bajo control otomano completo, fueron otorgados a sipahis albaneses, tanto cristianos como musulmanes. El reemplazo de la nobleza existente con el sistema de timar condujo a conflictos, como resultado de lo cual muchas áreas rurales no estaban bajo el completo dominio otomano.
Según el código tributario anterior, se exigía a los agricultores que pagaran una décima parte de su producción agrícola estacional, 1 ducados y 4 Groschen (dos quintos de un ducado) a sus señores. El sistema otomano tenía como objetivo aumentar los ingresos para apoyar los gastos militares, por lo que se impusieron nuevos impuestos y se modificaron los existentes. Además de 1/10 de la producción agraria, las familias musulmanas convertidas debían pagar 22 akçe (~ 0.6 ducados) a los poseedores de timar, mientras que las familias no musulmanas tenían que pagar 25 akçe (~ 0.7 ducados). Ambos grupos estaban sujetos a impuestos adicionales, incluidos los avarız, un impuesto anual en efectivo que afectaba a los hogares registrados en los catastros. Los no musulmanes también debían pagar 45 akçe (~ 1.3 ducados) como parte de la jizya y debían suministrar regularmente al estado otomano reclutas jóvenes de acuerdo con el devşirme, que requería el alistamiento de hombres jóvenes en el ejército otomano y sus conversión al islam.
En consecuencia, los cambios en los derechos de propiedad, las relaciones entre los señores feudales y los campesinos, el sistema de impuestos y la promulgación de devşirme dieron lugar a una mayor resistencia. Como los cambios que afectaron tanto a los nobles como a los campesinos se implementaron principalmente a través del registro en la encuesta catastral, muchas familias trataron de evitar registrarse en la encuesta 1431–2 y se refugiaron en áreas montañosas, mientras que la nobleza se preparaba para el conflicto armado.

#### Revuelta
La revuelta comenzó en 1432 cuando Andrea Thopia derrotó a una pequeña fuerza otomana en el centro de Albania. Su victoria alentó a los otros líderes y la revuelta se extendió por toda la región. Más tarde ese año, los otomanos perdieron el control del puerto central de Vlorë. Gjergj Arianiti, que vivía en la corte otomana como rehén, fue llamado por los rebeldes para liderar la revuelta en los dominios de su familia. En respuesta, huyó de Edirne y regresó a Albania. En el invierno de 1432, el sultán Murat II reunió alrededor de 10.000 tropas bajo Ali Bey, que marcharon por la Vía Egnatia y llegaron al valle central de Shkumbin, donde fue emboscado y derrotado por las fuerzas de Gjergj Arianiti. Su victoria llevó a los albaneses en el área de Gjirokastër a llamar a Depë Zenebishi, que se había establecido en sus propiedades en Corfú después de la conquista otomana del Principado de Gjirokastër, para liderar a los rebeldes en el sur. Después de difundir la revuelta en áreas cercanas, como Këlcyrë, Zagorie y Pogon, sus fuerzas sitiaron la ciudad sureña de Gjirokastër, capital del sanjacado de Albania. En la cercana Këlcyrë, los rebeldes capturaron el castillo, pero el asedio simultáneo de Gjirokastër se prolongó y Turahan Bey atacó y derrotó a las tropas que sitiaban la ciudad a principios de 1433. El mismo Zenebishi fue capturado y ejecutado.
En el verano de 1433, un ejército dirigido por Sinan Pasha, beylerbey de Rumelia, saqueó las áreas de Kanina y Yannina y marchó hacia el norte, donde sometieron a los rebeldes en los dominios de Gjon Kastrioti, quien fue reducido nuevamente al estado de vasallo, mientras que su hijo Skanderbeg, quien también fue llamado a unirse a la revuelta, permaneció en el servicio otomano en Anatolia. En agosto de 1433, el Senado de Venecia se reunió para evaluar la situación y consideró que la revuelta también representaba una amenaza para los territorios venecianos en la región. Sin embargo, a fines de octubre revaluaron la crisis y rechazaron el despliegue de una galera de guerra a las colonias venecianas. En el norte de Albania, Nicolas Dukagjini capturó territorios del principado de Dukagjini y asedió y capturó Dagnum. Dukagjini luego trató de aliarse con Venecia ofreciendo aceptar la soberanía veneciana y otorgándoles el control de Dagnum. Sin embargo, Venecia rechazó cualquier tipo de participación en su plan y la revuelta en general. Dukagjini no sabía que Hasan Bey, el gobernador otomano de Dagnum, había solicitado asistencia veneciana después de su derrota. Como Venecia no quería provocar hostilidad otomana, se ordenó al capitán de Shkodër (Scutari) que ayudara a Hasan Bey a recuperar Dagnum. Posteriormente se enviaron armas a la guarnición de Lezhë (Alessio) y hacia 1435 el fuerte había sido devuelto al control otomano. En el centro de Albania, Andrea Thopia asedió sin éxito el castillo de Krujë, mientras que en la región de Vlorë comenzó el asedio del fuerte de Kaninë. Vlorë se perdió ante los rebeldes ya en mayo de 1432, pero debe haberse recuperado en mayo de 1434, ya que los documentos venecianos contemporáneos mencionan a un funcionario otomano (subaşi) allí en ese momento.
Otro ejército otomano se reunió en Manastir en el verano de 1434. Nuevamente bajo el mando de Sinan Pasha, esta expedición otomana fue derrotada por Gjergj Arianiti en el centro-sur de Albania en agosto de 1434. Después de su derrota, a todos los beys de los territorios alrededor de Albania se les ordenó reunir sus fuerzas y atacar a los rebeldes. En diciembre de 1434 Ishak Bey, sanjakbey de Üsküb marchó hacia el centro-sur de Albania, pero fue derrotado por Gjergj Arianiti. Fuentes contemporáneas del senado de Ragusa mencionan que muchos soldados otomanos fueron capturados, mientras que Ishak Bey escapó con un pequeño grupo. En abril de 1435, Arianiti derrotó a otra campaña otomana y las hostilidades prácticamente cesaron hasta principios de 1436, ya que los esfuerzos militares de Murat II se centraron contra Ibrahim de Karaman en Anatolia. A finales de 1435 los informes del Senado Ragusa evaluaron la situación como tranquila y notaron que los beligerantes se habían retirado a sus respectivos territorios.
Durante la revuelta se hicieron muchos intentos para formar una coalición anti-otomana, incluido el Sacro Imperio Romano. El papa Eugenio IV solicitó el envío de tropas para ayudar a la revuelta y trató de reunir fondos. En 1435, el Sacro Emperador Romano Segismundo de Luxemburgo envió a Fruzhin, un noble búlgaro, y a principios de 1436 Daud, un pretendiente al trono otomano, para negociar la posibilidad de una coalición con los rebeldes. Sin embargo, a mediados de 1436 una gran fuerza bajo Turahan Bey se había reunido. A pesar de las victorias militares, los líderes rebeldes actuaron de manera autónoma sin un liderazgo central, cuya falta contribuyó en gran medida a su derrota final. Las fuerzas de Turahan finalmente dominaron la revuelta y marcharon a través de Albania, cometiendo masacres de civiles.

## La rebelión de Skanderbeg
Kenneth Meyer Setton afirma que la mayoría de las cuentas sobre las actividades de Skanderbeg en el período 1443–1444 "deben mucho más a la fantasía que al hecho". Poco después de que Skanderbeg capturara Krujë usando la carta falsificada para tomar el control de Zabel Pasha, sus rebeldes lograron capturar muchas fortalezas otomanas, incluida la muy importante Svetigrad (Kodžadžik) estratégicamente tomada con el apoyo de Moisi Arianit Golemi y 3.000 rebeldes de Debar. Según algunas fuentes, Skanderbeg empaló a funcionarios otomanos capturados que se negaron a ser bautizados en el cristianismo.
La primera batalla de los rebeldes de Skanderbeg contra los otomanos se libró el 10 de octubre de 1445, en la montaña Mokra. Según Setton, después de que supuestamente Skanderbeg saliera victorioso en la batalla de Torvioll, se dice que los húngaros cantaron alabanzas sobre él e instaron a Skanderbeg a unirse a la alianza de Hungría, el papado y Borgoña contra los otomanos. En la primavera de 1446, con la ayuda de diplomáticos ragusanos, Skanderbeg solicitó el apoyo del Papa y del Reino de Hungría para su lucha contra los otomanos.

### Ascenso de Skanderbeg
A principios de noviembre de 1443, Skanderbeg abandonó las fuerzas del sultán Murad II durante la batalla de Niš, mientras luchaba contra los cruzados de Juan Hunyadi. Según algunas fuentes anteriores, Skanderbeg desertó del ejército otomano durante la batalla de Kunovica el 2 de enero de 1444. Skanderbeg abandonó el campo junto con otros 300 albaneses que servían en el ejército otomano. Inmediatamente llevó a sus hombres a Krujë, donde llegó el 28 de noviembre, y mediante el uso de una carta falsificada del Sultán Murad al Gobernador de Krujë, se convirtió en señor de la ciudad ese mismo día. Para reforzar su intención de obtener el control de los antiguos dominios de Zeta, Skanderbeg se proclamó heredero de la familia Balšić. Después de capturar algunos castillos circundantes menos importantes (Petrela, Prezë, Guri i Bardhë, Svetigrad, Modrič y otros) levantó, según Frashëri, un estandarte rojo con un águila negra de doble cabeza en Krujë (Albania usa una similar bandera como su símbolo nacional hasta el día de hoy). Skanderbeg abjuro del Islam, volvió al cristianismo y ordenó a otros que habían abrazado el islam o que eran colonos musulmanes que se convirtieran al cristianismo o enfrentaran la muerte. A partir de ese momento, los otomanos se refirieron a Skanderbeg como "hain (traicionero) İskender". La pequeña corte de Skanderbeg estaba formada por personas de diversas etnias. Ninac Vukosalić, un serbio, fue el dijak ("escriba", secretario) y canciller en la corte. También era el administrador de la cuenta bancaria de Skanderbeg en Ragusa. Los miembros de la familia Gazulli tenían papeles importantes en la diplomacia, las finanzas y la compra de armas. Juan Gazulli, un médico, fue enviado a la corte del rey Matias Corvino para coordinar la ofensiva contra Mehmed II. El caballero Pal Gazulli viajaba con frecuencia a Italia, y otro Gazulli, Andrea, era embajador del déspota de Morea en Ragusa antes de convertirse en miembro de la corte de Skanderbeg en 1462. Algunos aventureros también siguieron a Skanderbeg, como cierto John Newport, un Stefan Maramonte, embajador de Skanderbeg en Milán en 1456, cierto Stjepan Radojevic, quien en 1466 proporcionó barcos para un viaje a Split, un cierto Ruscus de Cattaro y otros. La familia mercante Ragusana Gundulić tenía un papel similar al de los Gazulli. La correspondencia se escribía en eslavo, griego, latín e italiano. Los documentos en latín eran  escritos por notarios de Italia o territorios venecianos en Albania.
En Albania, la rebelión contra los otomanos ya había estado ardiendo durante años antes de que Skanderbeg abandonara al ejército otomano. En agosto de 1443, George Arianiti se rebeló nuevamente contra los otomanos en la región del centro de Albania. Under Venetian patronage, Bajo patrocinio veneciano, el 2 de marzo de 1444, Skanderbeg convocó a nobles albaneses en la ciudad de Lezhë, controlada por los venecianos, y establecieron una alianza militar conocida en la historiografía como la Liga de Lezhë. Entre los que se unieron a la alianza militar estaban las poderosas familias nobles albanesas de Arianiti, Dukagjini, Muzaka, Zaharia, Thopia, Zenevisi, Dushmani y Spani, y también el noble serbio Stefan Crnojević de Zeta.
Skanderbeg organizó un ejército de defensa móvil que obligó a los otomanos a dispersar sus tropas, dejándolos vulnerables a las tácticas de golpe y fuga albanesas. Skanderbeg libró una guerra de guerrillas contra los ejércitos enemigos usando el terreno montañoso para su ventaja. Durante los primeros 8-10 años, Skanderbeg comandó un ejército de generalmente 10,000-15,000 soldados, pero solo tenía control absoluto sobre los hombres de sus propios dominios, y tuvo que convencer a los otros príncipes de seguir sus políticas y tácticas. Skanderbeg ocasionalmente tuvo que rendir homenaje a los otomanos, pero solo en circunstancias excepcionales, como durante la guerra con los venecianos o su viaje a Italia y tal vez cuando estaba bajo la presión de las fuerzas otomanas que eran demasiado fuertes.
En el verano de 1444, en la llanura de Torvioll, los ejércitos albaneses unidos bajo Skanderbeg enfrentaron a los otomanos que estaban bajo el mando directo del general otomano Ali Pasha, con un ejército de 25,000 hombres. Skanderbeg tenía bajo su mando 7,000 infantería y 8,000 caballería; 3.000 unidades de caballería estaban escondidas detrás de las líneas enemigas en un bosque cercano bajo el mando de Hamza Kastrioti. A una señal dada, descendieron, rodearon a los otomanos y le dieron a Skanderbeg una victoria muy necesaria. Cerca de 8,000 otomanos fueron asesinados y 2,000 fueron capturados. La primera victoria de Skanderbeg se hizo eco en toda Europa porque esta fue una de las pocas veces que un ejército otomano fue derrotado en una batalla campal en suelo europeo.
El 10 de octubre de 1445, una fuerza otomana de 9,000–15,000 hombres bajo Firuz Pasha fue enviada para evitar que Skanderbeg marchara a Macedonia. Firuz había oído que el ejército albanés se había disuelto por el momento, por lo que planeaba moverse rápidamente por el valle de Black Drin y atravesar Prizren. Estos movimientos fueron recogidos por los exploradores de Skanderbeg, que se movieron para encontrarse con Firuz. Los otomanos fueron atraídos al valle de Mokra, y Skanderbeg con una fuerza de 3.500 atacó y derrotó a los otomanos. Firuz fue asesinado junto con 1.500 de sus hombres. Skanderbeg derrotó a los otomanos dos veces más al año siguiente, una vez cuando las fuerzas otomanas de Ohrid sufrieron graves pérdidas, y nuevamente en la Batalla de Otonetë el 27 de septiembre de 1446.

### Guerra con Venecia (1447-1448)
Al comienzo de la insurrección albanesa, la República de Venecia apoyaba a Skanderbeg, considerando que sus fuerzas eran un amortiguador entre ellos y el Imperio Otomano. Lezhë, donde se estableció la liga homónima, era territorio veneciano, y la asamblea se reunió con la aprobación de Venecia. Sin embargo, la posterior afirmación de Skanderbeg y su ascenso como una poderosa fuerza en sus fronteras, fue vista como una amenaza para los intereses de la República, lo que llevó a un empeoramiento de las relaciones y la disputa sobre la fortaleza de Dagnum que desencadenó la guerra veneciano-albanesa. Después de varios ataques contra Bar y Ulcinj, junto con Đurađ Branković y Stefan Crnojević , y albaneses de la zona, los venecianos ofrecieron recompensas por su asesinato. Los venecianos buscaron por todos los medios derrocar a Skanderbeg o provocar su muerte, incluso ofreciendo una pensión vitalicia de 100 ducados de oro anualmente para la persona que lo asesinara. Durante el conflicto, Venecia invitó a los otomanos a atacar a Skanderbeg simultáneamente desde el este, enfrentando a los albaneses desde dos frentes.
El 14 de mayo de 1448, un ejército otomano dirigido por el sultán Murad II y su hijo Mehmed sitiaron el castillo de Svetigrad. La guarnición albanesa en el castillo resistió los asaltos frontales del ejército otomano, mientras que Skanderbeg hostigó a las fuerzas sitiadoras con el ejército albanés restante bajo su mando personal. El 23 de julio de 1448, Skanderbeg salió victorioso en una batalla cerca de Shkodër contra un ejército veneciano dirigido por Andrea Venier. A fines del verano de 1448, debido a la falta de agua potable, la guarnición albanesa finalmente entregó el castillo con la condición de un paso seguro a través de las fuerzas de asedio otomanas, una condición que fue aceptada y respetada por el sultán Murad II. Las fuentes primarias no están de acuerdo sobre la razón por la cual los sitiados tuvieron problemas con el agua en el castillo: mientras Barleti y Biemmi sostuvieron que se encontró un perro muerto en el pozo del castillo, y la guarnición se negó a beber el agua ya que podría corromper su alma, otro fuente primaria, un cronista otomano, conjeturó que las fuerzas otomanas encontraron y cortaron las fuentes de agua del castillo. Los historiadores recientes coinciden en su mayoría con la versión del cronista otomano. Aunque su pérdida de hombres fue mínima, Skanderbeg perdió el castillo de Svetigrad, que era una fortaleza importante que controlaba los campos de Macedonia al este. Al mismo tiempo, asedió las ciudades de Durazzo (Durrës moderno) y Lezhë que estaban bajo el dominio veneciano. En agosto de 1448, Skanderbeg derrotó a Mustafa Pasha en Dibër en la batalla de Oranik. Mustafa Pasha perdió a 3.000 hombres y fue capturado, junto con doce altos oficiales. Skanderbeg aprendió de estos oficiales que fueron los venecianos quienes empujaron a los otomanos a invadir Albania. Los venecianos, al enterarse de la derrota, instaron a establecer la paz. Mustafa Pasha pronto fue rescatado por 25,000 ducados.
El 23 de julio de 1448, Skanderbeg cruzó el río Drin con 10,000 hombres y se encontró con una fuerza veneciana de 15,000 hombres bajo el mando de Daniele Iurichi, gobernador de Scutari. Skanderbeg instruyó a sus tropas sobre qué esperar y abrió la batalla ordenando a una fuerza de arqueros que abrieran fuego en la línea veneciana. La batalla continuó durante horas hasta que grandes grupos de tropas venecianas comenzaron a huir. Skanderbeg, al ver que sus adversarios huían, ordenó una ofensiva a gran escala, derrotando a todo el ejército veneciano. Los soldados de la República fueron perseguidos hasta las puertas de Scutari, y los prisioneros venecianos desfilaron después de la fortaleza. Los albaneses lograron infligir 2,500 bajas en la fuerza veneciana, capturando a 1,000. El ejército de Skanderbeg sufrió 400 bajas, la mayoría en el ala derecha. El tratado de paz, negociado por Georgius Pelino y firmado entre Skanderbeg y Venecia el 4 de octubre de 1448, preveía que Venecia mantendría a Dagnum y sus alrededores, pero cedería a Skanderbeg el territorio de Buzëgjarpri en la boca del río Drin, y también que Skanderbeg disfrutaría el privilegio de comprar, sin impuestos, 200 caballos de sal al año de Durazzo. Además, Venecia pagaría a Skanderbeg 1.400 ducados. Durante el período de enfrentamientos con Venecia, Skanderbeg intensificó las relaciones con Alfonso V de Aragón (r. 1416–1458), quien era el principal rival de Venecia en el Adriático, donde sus sueños de un imperio siempre fueron rechazados por los venecianos.
Una de las razones por las que Skanderbeg acordó firmar el tratado de paz con Venecia fue el avance del ejército de Juan Hunyadi en Kosovo y su invitación para que Skanderbeg se uniera a la expedición contra el sultán. Sin embargo, el ejército albanés bajo Skanderbeg no participó en esta batalla ya que se le impidió unirse al ejército de Hunyadi. Se cree que fue retrasado por Đurađ Branković, que luego se alió con el Sultán Murad II, aunque el papel exacto de Brankovic está en disputa. Como resultado, Skanderbeg devastó sus dominios como castigo por la deserción de la causa cristiana.}Parece haber marchado para unirse a Hunyadi inmediatamente después de hacer las paces con los venecianos, y haber estado a solo 20 millas de Kosovo Polje cuando el ejército húngaro finalmente se rompió.

### Expedición italiana de 1460 a 1462
En 1460, el rey Fernando tuvo serios problemas con otro levantamiento de los angevinos y pidió ayuda a Skanderbeg. Esta invitación preocupaba a los oponentes del rey Fernando, y Segismundo Pandolfo Malatesta declaró que si Fernando de Nápoles recibía a Skanderbeg, Malatesta daría sus servicios a los otomanos. En el mes de septiembre de 1460, Skanderbeg envió una compañía de 500 caballerías bajo su sobrino, Ivan Strez Balšić.
El principal rival de Fernando, el Príncipe de Tarento, Giovanni Antonio Orsini, trató de disuadir a Skanderbeg de esta empresa e incluso le ofreció una alianza. Esto no afectó a Skanderbeg, quien respondió el 31 de octubre de 1460 que le debía lealtad a la familia de Aragón, especialmente en tiempos difíciles. En su respuesta a Orsini, Skanderbeg mencionó que los albaneses nunca traicionaron a sus amigos, y que son descendientes de Pirro de Epiro, y le recordó a Orsini las victorias de Pirro en el sur de Italia. Cuando la situación se volvió crítica, Skanderbeg hizo un armisticio de tres años con los otomanos el 17 de abril de 1461, y a fines de agosto de 1461, desembarco en Apulia con una fuerza expedicionaria de 1,000 caballería y 2,000 infantería. En Barletta y Trani, logró derrotar a las fuerzas italianas y angevinas de Orsini de Tarento, aseguró el trono del rey Fernando y regresó a Albania. El rey Fernando agradeció a Skanderbeg por esta intervención por el resto de su vida: a la muerte de Skanderbeg, recompensó a sus descendientes con el castillo de Trani y las propiedades de Monte Sant'Angelo y San Giovanni Rotondo.

### Asedio de Krujë (1450) y sus secuelas
En junio de 1450, dos años después de que los otomanos conquistaron Svetigrad, sitiaron Krujë con un ejército de aproximadamente cien mil hombres al mando nuevamente del mismo sultán Murad II y su hijo, Mehmed II. Siguiendo una estrategia de tierra quemada (con la que privaban a los otomanos de los recursos de la región), Skanderbeg dejó una guarnición de mil quinientos hombres al mando de sus lugartenientes de mayor confianza, Vrana Konti, mientras que él, con el resto del ejército, en el que abundaban los eslavos, alemanes, franceses e italianos, hostigaba los campamentos otomanos alrededor de Krujë y asaltaba continuamente las caravanas de suministros del sultán Murad II. La guarnición repelió tres asaltos directos importantes de los otomanos a las murallas de la ciudad, infligiendo copiosas pérdidas a los sitiadores. Los intentos otomanos de encontrar y cortar las fuentes que abastecían de agua a la fortaleza fracasaron, al igual que la mina que excavaron, que se derrumbó de repente. Vrana Konti rechazó además una oferta de trescientas mil aspra (monedas de plata otomanas) y la promesa de un puesto de alta graduación en el ejército otomano a cambio de la rendición de la plaza.
Durante el primer asedio de Krujë, los mercaderes venecianos de Escútari vendieron comida al ejército otomano y los de Dirraquio abastecieron al ejército de Skanderbeg. Un ataque furioso de Skanderbeg contra las caravanas venecianas aumentó la tensión entre él y la República, pero el caso se resolvió con la ayuda del bailio de Dirraquio, que impidió que los mercaderes venecianos siguieran vendiendo suministros a los otomanos. A pesar de la ayuda de los venecianos a los otomanos, en septiembre de 1450, el campamento otomano estaba en desorden, ya que el castillo aún no había caído, el ánimo de la tropa se había hundido y la enfermedad aquejaba a los sitiadores. Murad II reconoció que no podía apoderarse del castillo de Krujë por la fuerza antes del invierno, y en octubre de 1450 levantó el asedio y se dirigió a Edirne. Los otomanos habían sufrido veinte mil bajas durante el asedio, y muchos más murieron durante la retirada de Albania. Unos meses más tarde, el 3 de febrero de 1451, Murad murió en Edirne y le sucedió su hijo Mehmed II (r. 1451-1481).
Después del asedio, a Skanderbeg ya no le quedaban más recursos. Perdió todas sus posesiones excepto Krujë. Los otros nobles de la región de Albania se aliaron con Murad II cuando vino a salvarlos de la opresión. Incluso después de la retirada del sultán, rechazaron los intentos de Skanderbeg por extender su autoridad sobre sus dominios. Skanderbeg luego viajó a Ragusa para solicitar auxilios y los ragusanos informaron al papa Nicolás V. Merced a la ayuda financiera, Skanderbeg logró retener Krujë y recuperar gran parte de su territorio. El éxito de Skanderbeg suscitó elogios de toda Europa y se le enviaron embajadores desde Roma, Nápoles, Hungría y Borgoña.

### Muerte de Skanderbeg y últimos años de resistencia
Los cinco años siguientes fueron para Albania una etapa sin ataques otomanos, ya que el nuevo sultán se dedicó a conquistar los últimos vestigios del Imperio bizantino. El primer enfrentamiento real entre el sultán Mehmet y Skanderbeg fue en 1455 durante el sitio de Berat, siendo una de las derrotas más desastrosas del militar albanés. Skanderbeg había acosado el castillo de la ciudad durante meses, causando la desmoralización de los turcos. Viendo Castriota que el castillo se podría conquistar fácilmente, marchó junto con la mitad de su caballería hacia Vlore (cerca del río Osam). En ese momento llegaron los refuerzos de Mehmet II, unos 38.000 soldados, que sorprendieron a los albaneses que se hallaban en Vlore. Estos fueron masacrados, muriendo 5.000 de ellos, incluidos 500 guerreros enviados como ayuda por el Reino de Nápoles. Skanderbeg no tomó parte en la batalla, ya que se hallaba inspeccionando al sudoeste las rutas hacia Vlore para entorpecer cualquier ataque sorpresa desde allí. Una de las razones de la derrota fue la traición de uno de los oficiales de caballería, Hamza Kastrioti, quien era además el propio sobrino de Castriota; Hamza se pasó al bando otomano con otros albaneses proporcionando además a los turcos información sobre la localización y la organización de las fuerzas albanesas. Más tarde Hamza fue capturado en el campo de batalla por el mismo Skanderbeg, siendo encarcelado en el castillo de Krujë.
En 1457 un ejército otomano de 80.000 soldados invadió Albania con la esperanza de acabar con la resistencia albanesa de una vez por todas. Este ejército estaba liderado por Isa beg Evrenoz, uno de los oficiales que derrotó a la caballería de Castriota, y por el sobrino de éste, Hamza Kastrioti. Después de haber evitado la batalla con los turcos durante meses, Skanderbeg atacó a los otomanos entre Lezhë y Krujë en septiembre y los derrotó.
En 1464 Skanderbeg encontró y derrotó a Ballaban Badera, un albanés al servicio de los turcos que había capturado a varios comandantes albaneses, incluidos Moisi Arianit Golemi, comandante de caballería, Muzaka de Angelina, sobrino de Skanderbeg, y otros 18 nobles y capitanes más. Estos hombres fueron enviados inmediatamente a Estambul, siendo torturados durante 15 días. La petición de Skanderbeg para que fueran liberados fue desatendida.
En 1466 Mehmet II se puso personalmente a la cabeza de un ejército que entró en Albania y sitió la ciudad de Kruje. La ciudad estaba defendida por 4.000 hombres, al mando del príncipe Tanush Topia. Después de angustiosos meses, Mehmet vio, al igual que su padre Murat II, que era imposible conquistarla personalmente. Avergonzado, regresó a Estambul, pero dejó a Ballaban Pasha para que mantuviera el asedio y construyera un castillo, el cual fue llamado El-basan (moderno Elbasan), para ayudar a los sitiadores. Gracias al apoyo marítimo de los napolitanos, Skanderbeg consiguió romper el asedio y en la batalla que supuso la retirada otomana murió Ballaban Pasha.
A pocos meses del final del año 1467 Mehmet, frustrado por no poder someter a Albania bajo el yugo turco, preparó otro gran ejército. De nuevo sitió Krujë, pero esta vez con más potencial. Mientras un contingente guardaba la ciudad, las fuerzas otomanas venían a toda prisa desde Bosnia, Serbia y Macedonia entorpeciendo toda lucha por parte de los soldados de Skanderbeg, cortando toda ruta y limitando la movilidad albanesa. Durante el conflicto Skanderbeg cayó enfermo de malaria en la ciudad de Lezhë, controlada por los venecianos, muriendo el 17 de enero de 1468, justo cuando un ejército bajo el mando de Leke Dukagjini derrotaba a los otomanos en Shkodra.
La resistencia albanesa siguió por diez años después de la muerte de Skanderbeg bajo la nueva dirección de Leke Dukagjini. En 1478, en el cuarto sitio de Kruje, los otomanos consiguieron tomar finalmente la ciudad; desmoralizados y debilitados seriamente por el hambre y la carencia de provisiones, los defensores se entregaron a Mehmed que les había prometido irse sin ningún percance. Sin embargo, los otomanos no cumplieron esta promesa y mataron a los hombres y esclavizaron a las mujeres y a los niños. La resistencia albanesa continuó de forma esporádica hasta alrededor de 1500.